# کیستفوس
کیستفوس (انگلیسی: Kistefos) شرکت هلدینگ نروژی است، که در سال ۱۸۸۹ تأسیس شد.